# Tajfun Tip
Tajfun Tip, známý na Filipínách jako tajfun Warling, je nejintenzivnější a také největší tropickou cyklónou zaznamenanou od počátků měření. Šlo o devatenáctou tropickou bouři a dvanáctý tajfun Pacifické tajfunové sezóny 1979. Tip se začal formovat 4. října a jeho poslední zbytky se rozptýlily 24. října.
Na vrcholu intenzity byl uvnitř tajfunu naměřen minimální atmosférický tlak 870 milibarů, což je dodnes (2024) platná rekordní hodnota mezi všemi tropickými cyklónami v historických záznamech, ať už v Atlantiku, Pacifiku, či Indickém oceánu. Ačkoli od té doby minimálně čtyři další tajfuny mohly silnější, detailní měření nebylo provedeno. Dalším stále platným rekordem, který Tip drží, je průměr bouře, který dosáhl 2220 km.
Tip způsobil silné deště na Guamu a Filipínách, největší škody však napáchal v Japonsku, na Okinawě a na Honšú. Řádění živlu si vyžádalo celkem 99 životů.

## Meteorologická historie

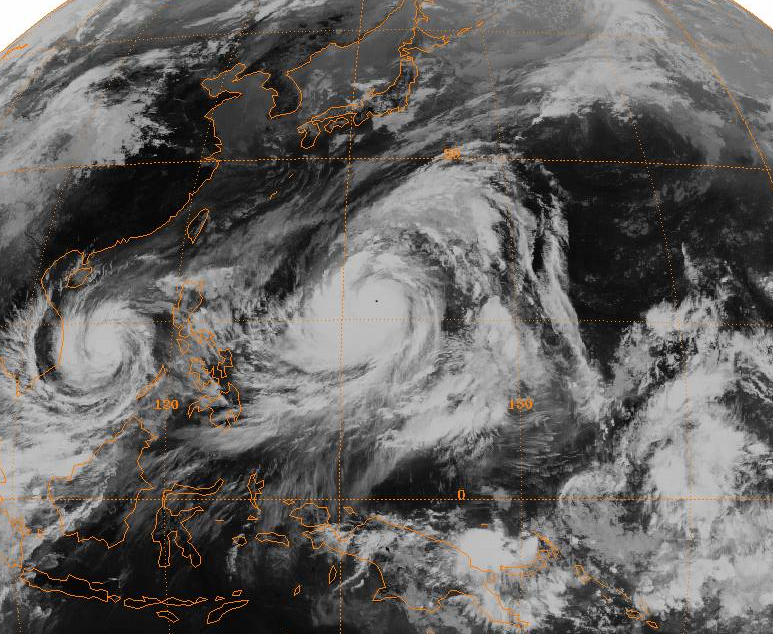
Na satelitním snímku je tajfun Tip zachycen v téměř maximální síle uprostřed záběru. Vlevo je vidět tajfun Sarah, který míří k Vietnamu. Mezi oběma bouřemi se nachází Filipíny. Obrysy pevnin jsou zvýrazněny žlutě.

Tip se vytvořil 4  října 1979 z tropické poruchy v blízkosti ostrova Pohnpei v Karolínách. Další tropická bouře na severovýchodě v počátcích bránila jeho zesílení a ovlivňovala jeho pohyb, ale po jejím přesunu dále na sever zesilování již nic nebránilo. Poté, co Tip 9. října minul Guam, zesílil na tajfun a nastala fáze rapidní intenzifikace. Vrcholu intenzity dosáhl 12. října 1979, kdy byla průzkumným letadlem naměřena rekordně nízká hodnota tlaku 870 milibarů. Přetrvávající větry dosahovaly 305 km/h (1-minutový průměr). Oko tajfunu se v této době nacházelo zhruba 840 km západoseverozápadně od Guamu a mělo průměr 15 km. Průměr bouře v této době dosahoval rovněž rekordních 2220 km.
Po dosažení maximální intenzity Tip mírně zeslábl, síla větrů (1-minutový průměr) poklesla na 230 km/h. Tuto sílu si udržoval dalších několik dní, během kterých stále postupoval na západoseverozápad. Dešťové pásy v této době trvale zasahovaly až 1100 km od centra bouře. 17. října Tip začal znovu oslabovat a stočil se na severovýchod. Ve vzdálenosti 65 km minul Okinawu. 19. října vstoupil nad pevninu na hlavním japonském ostrově Honšú zhruba 110 km jižně od Ósaky s větry (1-minutový průměr) o síle 130 km/h. Pokračoval rychle přes ostrov dále na severovýchod. Nad severním Honšú se změnil na mimotropickou cyklónu. Zbytky bouře pokračovaly na východoseverovýchod a dále slábly. 22. října Tip překročil datovou hranici a jeho poslední pozůstatky byly pozorovány 24. října u Aleutských ostrovů nedaleko Aljašky.

## Dopady
Na Guam přinesl Tip velmi silné deště, na letecké základně Andersen bylo naměřeno 231 mm srážek. Vnější okraje dešťových pásů zasáhly Filipíny a způsobily deště v horských oblastech Luzonu a na Visayanských ostrovech.
Značné škody způsobil Tip na Okinawě, kterou míjel ve vzdálenosti 65 km. Potopilo se 8 rybářských lodí a 44 rybářů zůstalo mrtvých či nezvěstných. Škody v zemědělství a v rybářském průmyslu dosáhly miliónů dolarů.
Na Honšú způsobil Tip řadu sesuvů a záplavy, které poškodily či zničily více než 22 000 domů. Zahynulo 42 lidí, dalších 71 je evidováno jako nezvěstných a 283 osob bylo zraněných. Následkem bouře se zhruba 11 000 osob ocitlo bez domova. Tip byl popisován jako "nejhorší bouře jaká Japonsko zasáhla za posledních 13 let".

## Rekordy a statistiky

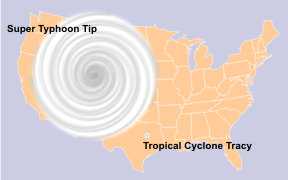
Rozměry tajfunu Tip a cyklónu Tracy (jedna z nejmenších tropických cyklón v záznamech) promítnuté na plochu Spojených států amerických.

S průměrem 2220 km je Tip největší zaznamenanou tropickou cyklónou. Předchozí držitel rekordu, tajfun Marge ze srpna 1951, měl průměr jen o něco více než poloviční – 1130 km. V době své největší velikosti by Tip zakryl téměř polovinu plochy Spojených států amerických. Anebo by jeho protilehlé okraje sahaly od Prahy až do hlavního města Portugalska – Lisabonu.
Teplota v oku na vrcholu intenzity dosahovala 30 °C, což je považováno za výjimečně vysokou hodnotu. S přetrvávajícími větry (10-minutový průměr) o síle 260 km/h zůstává Tip nejsilnějším tajfunem v záznamech Japonské meteorologické agentury.
Tip je s minimálním tlakem 870 mbar nejintenzivnější tropickou cyklónou v záznamech. O 6 mbar překonal předchozí rekord stanovený tajfunem June roku 1975.
Rekordy stanovené tajfunem Tip jsou stále platné, i když s ukončením rutinních průzkůmných letů v západním Pacifiku v srpnu 1987 přesnost získávaných údajů poklesla a současní vědci si proto pokládají otázku, zda Tip byl opravdu nejsilnější. Podrobná studie z roku 2004 ukázala, že nejméně dva tajfuny, Angela v roce 1995 a Gay v roce 1992 měly vyšší Dvorakovy koeficienty než Tip, a mohly tedy být silnější. Rovněž některé nedávné bouře mohly být silnější, například odhady intenzity tajfunu Haiyan na základě údajů ze satelitů naznačovaly, že tlak v jeho jádře mohl klesnout až k 858 mbar.
Navzdory síle tohoto tajfunu a jím způsobeným škodám nebylo jméno Tip vyřazeno ze seznamu jmen užívaných pro tajfuny v západním Pacifiku a bylo znovu použito pro jiné bouře v letech 1983, 1986 a 1989. Poté jej JTWC vyřadilo.